# 崇宗 (西夏)
崇宗（すうそう）は、西夏の第4代皇帝。諱は乾順。中興の英主として評価されている。

## 生涯
父の恵宗の急死により、わずか3歳で即位。当初は先代に続いて祖母の梁太后が実権を掌握し、その専横による弊害で政治腐敗が進んだ。さらに軍事力も衰退し、北宋が機に乗じて国内に侵入、西夏軍は敗退している。永安2年（1099年）に16歳で親政を始めると、梁氏一族を誅殺。また官僚制度を整備、賦役を軽減するとともに、農業振興として水利事業に着手するなどの改革を行い、西夏の国力を充実させ、経済的、政治的にも大いに発展した。
またこの時期は北宋・遼の衰退期であり、崇宗は遼と同盟を結んで宋へ侵攻、その版図を拡大し、また金の攻撃を受けた遼の天祚帝が亡命を求めた際には、この要求を拒絶し、金と協力して遼を滅亡させ、河西千余里の地を領域に組み込むなど、外交的にも大きな功績を挙げた。